# Kanton Versailles-Sud
Kanton Versailles-Sud (fr. Canton de Versailles-Sud) je francouzský kanton v departementu Yvelines v regionu Île-de-France. Skládá se ze šesti obcí.

## Obce kantonu
- Buc
- Châteaufort
- Jouy-en-Josas
- Les Loges-en-Josas
- Toussus-le-Noble
- Versailles (jižní část)